# Pandowan
Pandowan is een bestuurslaag in het regentschap Kulon Progo van de provincie Jogjakarta, Indonesië. Pandowan telt 1891 inwoners (volkstelling 2010).